# Museu Nacional de Jeonju
O Museu Nacional de Jeonju é um museu nacional localizado em Jeonju, na província de Jeolla do Norte, Coreia do Sul. Foi inaugurado em 26 de outubro de 1990, sendo o nono museu nacional a ser estabelecido.
O edifício principal compreende três exposições permanentes, uma sala de arqueologia, uma sala de finas artes, uma sala de folclore, e uma sala de exposição especial.